# エステ・ド・ロワイヤル2 〜エンドレス〜
『エステ・ド・ロワイヤル2 〜エンドレス〜』は2003年製作のアメリカ映画。エステサロン絡みの連続殺人を追う女性刑事が次第に倒錯の世界にはまっていく。

## ストーリー
出張エステの顧客だった女性が殺された。
事件を捜査するリッジウェイ刑事は次第にこのエステクラブが女性を対象にした売春組織であったことを突き止める。
そして犯人の魔の手はリッジウェイ本人にも伸びていく。

## キャスト
- エミー・リッジウェイ - クロエ
- ヴィクトリア - ドルー・ベリモア
- ダニエル・スチュワート - デイル・デヴォン
- ジェーダ - ドロリアン
- オリヴィア・ジョージ - モニク・アレクサンダー